# Discelium nudum
Discelium nudum là một loài rêu trong họ Disceliaceae. Loài này được Dicks. Brid. mô tả khoa học đầu tiên năm 1826. 